# Грашка Гора
Грашка Гора (словен. Graška Gora) — поселення в общині Словень Градець, Регіон Корошка, Словенія. Висота над рівнем моря: 667,5 м.